# AMD Phenom
AMD Phenom (англ. вимова: [fɨˈnɒm], скорочено від слова phenomenon (феномен, незвичне явище)) — багатоядерний центральний процесор від компанії AMD. Створений для персональних комп'ютерів. Має: два, три або чотири ядра. Базується на архітектурі К10. Триядерні версії (кодова назва Toliman) Phenom відносяться до серії 8000 і чотирьохядерні (кодова назва Agena) до AMD Phenom X4 9000.

## Передумова
AMD вважають, що чотириядерні Phenom-и були першими «істинними» чотириядерними процесорами, тому що саме вони, по суті, є монолітним багатоядерним чипом (всі ядра розташовані на тій же підложці кремнію), на відміну від серії процесорівIntel Core 2 Quad, які за дизайном є мультикристально-модульними процесорами. Процесори розроблені для платформи Socket AM2+.
Перед офіційним випуском Phenom-у, була виявлена помилка в буфер асоціативної трансляції (TLB), яка могла спричинити блокування системи в рідких випадках. Процесори Phenom аж до степінгу «B2» і «BA» схильні до цієї помилки. Якщо в BIOS і в програмному забезпеченні відключити TLB, то це, як правило, призводить до втрати швидкодії порядку 10 %. Ця неточність не була врахована в пре-релізі анонсу Phenom, тому, ефективність ранніх Phenom-ів, які були надані замовникам гірша, ніж у контрольних показниках. Процесори Phenom степінгу «В3» (моделі з номерами «xx50») були представлені 27 березня 2008 року, і були позбавлені помилки TLB.
AMD випустила патч для ядра Linux, які вона говорить, отримав «мінімальне функціональне тестування», щоб подолати цю помилку програмною емуляцією доступу- та заборони- бітів, і в результаті отримано лише незначні втрати продуктивності.
AMD випустили кілька моделей процесорів Phenom в 2007/2008 роках, а наступне продовження модельної серії Phenom II в кінці 2008.

## Методологія іменування моделей
Нумерація моделей лінійки процесорів Phenom були змінені відносно PR системи, яка використовувалася для їх попередників, сімейства процесорів AMD Athlon 64. Схема нумерації моделей Phenom така, як і для подальших випусків процесорів Athlon X2, і складається із чотирьох цифр, перший номер вказує на сімейство процесорів. Енергозберігаючі продукти позначаються індексом «e» після номера моделі (наприклад, Phenom 9350e) і деякі процесори Sempron використовують «LE» префікс (наприклад, Sempron LE-1200).
| чотирьохядерний Phenom X4 (Agena) | X4 9   |
| трьохядерний Phenom X3 (Toliman)  | X3 8   |
| двохядерний Athlon (Kuma)         | X2 7/6 |
| одноядерний Athlon (Lima)         | 1      |
| одноядерний Sempron (Sparta)      | 1      |

## Ядра

### Phenom X4

#### Agena(65 нм SOI)
- Чотири ядра AMD K10
- Кеш L1: 64 Кб + 64 Кб (для даних + для інструкцій) на ядро
- Кеш L2: 512 Кб на ядро, на повній швидкості
- Кеш L3: 2 Мб розподіляються між усіма ядрами
- Контролер пам'яті: підтримка двоканального режиму DDR2-1066 МГц
- MMX, розширений 3DNow!, SSE, SSE2, SSE3, SSE4a, AMD64, Cool'n'Quiet, NX bit, AMD-V
- Socket AM2+, HyperTransport від 1600 до 2000 МГц
- Споживана потужність (TDP): 65, 95, 125 та 140 Ват
- Вперше представлені
  - 19 листопада, 2007 (степінг B2)
  - 27 березня, 2008 (степінг B3)
- Тактова частота: від 1800 до 2600 МГц
- Моделі: процесори Phenom X4 від 9100e до 9950

### Phenom X3

#### Toliman(65 нм SOI)
- Три ядра AMD K10
- Кеш L1: 64 Кб кешу для даних та 64 Кб кешу для інструкцій на кожне ядро
- Кеш L2 cache: 512 Кб на ядро, на повній швидкості
- Кеш L3 cache: 2 Мб розподіляються між усіма ядрами
- Контролер пам'яті: підтримка двоканального режиму DDR2-1066 МГц
- MMX, розширений 3DNow!, SSE, SSE2, SSE3, SSE4a, AMD64, Cool'n'Quiet, NX bit, AMD-V
- Socket AM2+, HyperTransport від 1600 до 2000 МГц
- Споживана потужність (TDP): 65 та 95 Ват
- Вперше представлені
  - 27 березня, 2008 (степінг B2)
  - 23 квітня, 2008 (степінг B3)
- Тактова частота: від 2100 до 2500 МГц
- Моделі: процесори Phenom X3 від 8250e до 8850